# Alparslan Erdem
Alparslan Erdem (Vechta, Alemania Occidental, 11 de diciembre de 1988) es un exjugador y entrenador de fútbol alemán, nacionalizado turco. Actualmente está sin club.

## Carrera como jugador
Erdem, nacido en Vechta, se incorporó a la cantera del Werder Bremen en 2003. En 2007, fue ascendido al equipo juvenil del club alemán en la 3. Liga en 2007. Fue transferido al Galatasaray a principios de la temporada 2008-09.
En la temporada 2009-10, se marchó al Gençlerbirliği y un año después se trasladó al Bucaspor.Allí inmediatamente se convirtió en un jugador habitual y disputó 61 partidos ligueros en dos temporadas. 
Para la temporada 2013-14, Erdem se mudó al Istanbul Başakşehir.En el verano de 2019, después de seis años en el club, Erdem dejó al equipo de Estambul para ser nuevo futbolista del Fatih Karagümrük.Se retiró del fútbol profesional luego de la finalización de la temporada 2021-22.

## Carrera como entrenador
El 24 de mayo de 2023, fue nombrado entrenador del Fatih Karagümrük hasta final de temporada luego del despido de Andrea Pirlo.El 15 de julio del mismo año, fue ratificado en sus funciones.En diciembre, fue relevado de su cargo en común acuerdo con la dirigencia.

## Clubes

### Como jugador
| Club                | País     | Año       |
| ------------------- | -------- | --------- |
| Werder Bremen II    | Alemania | 2006-2008 |
| Galatasaray         | Turquía  | 2008-2009 |
| Gençlerbirliği      | Turquía  | 2010-2011 |
| Bucaspor            | Turquía  | 2011-2013 |
| Istanbul Başakşehir | Turquía  | 2013-2019 |
| Fatih Karagümrük    | Turquía  | 2019-2022 |

### Como entrenador
| Club             | País    | Año  |
| ---------------- | ------- | ---- |
| Fatih Karagümrük | Turquía | 2023 |

## Palmarés

### Como jugador

#### Campeonatos nacionales
| Título               | Club                | País    | Año     |
| -------------------- | ------------------- | ------- | ------- |
| Supercopa de Turquía | Galatasaray         | Turquía | 2008    |
| TFF Primera División | Istanbul Başakşehir | Turquía | 2013-14 |